# Dupree Bolton
Dupree Bolton fue un trompetista norteamericano de jazz, nacido el 3 de marzo de 1929, en Oklahoma City, y fallecido el 5 de junio de 1993, en Alameda County, Oakland.
Bolton fue uno de los más impactantes trompetistas del West Coast jazz, aunque poco reconocido fuera de los círculos especializados, salvo por sus discos con Harold Land (The Fox, 1959) y Curtis Amy (Katanga!, 1963). Muy influido por Fats Navarro, anteriormente, había tocado en la banda de Buddy Johnson (hacia 1940), con otro nombre, y con Jay McShann, en 1944.
Bolton desapareció totalmente de la escena a mediados de los años 60, hasta el punto de que Leonard Feather, el musicólogo autor de la Enciclopedia del Jazz, indicó que "nadie sabe hoy en día dónde está Dupree Bolton", y las referencias biográficas recogidas por Robert Gordon en su libro "West Coast Jazz" (1986), apenas ocupan unas líneas.
Adicto a la heroína desde los 16 años, época en la que coincidió frecuentemente con Charlie Parker, tuvo diversos conflictos legales y fue detenido y encarcelado en numerosas ocasiones. En los años 80 realizó algunas apariciones en discos de grupos poco conocidos y solía tocar en las calles de San Francisco. Falleció de un infarto, en 1993, aunque su muerte no se conoció hasta cinco años más tarde, tras una investigación desarrollada por el musicólogo Richard Williams, que localizó su certificado de defunción.